# Comuna Smile, Romnî
Smile (în ucraineană Сміле) este o comună în raionul Romnî, regiunea Sumî, Ucraina, formată din satele Cervone și Smile (reședința).

## Demografie
Componența lingvistică a comunei Smile
     Ucraineană (97,79%)
     Rusă (2,12%)
     Alte limbi (0,08%)
Conform recensământului din 2001, majoritatea populației comunei Smile era vorbitoare de ucraineană (97,79%), existând în minoritate și vorbitori de rusă (2,12%).